# Wąsowa (rzeka)
Wąsowa (Wąsawa, Wąsówka) – rzeka, lewy dopływ Drawy o długości 4,49 km. 
Rzeka wypływa z jeziora Wąsosze i płynie na zachód. W Złocieńcu wpada do Drawy.
Nazwę Wąsowa wprowadzono urzędowo w 1949 roku, zastępując poprzednią niemiecką nazwę rzeki – Vansow-Fluss.